# Abdel Ghani Alani
Abdel Ghani Alani, auch Ghani Alani geschrieben, (* 1937 in Bagdad, Irak) ist ein in Frankreich lebender Kalligraf irakischer Herkunft.

## Leben
Alani lebt seit Jahrzehnten in Frankreich und ist einer der international bekannten Vertreter der zeitgenössischen, arabisch-islamischen  Kalligrafie, dessen Werke in vielen Ländern ausgestellt wurden. Er steht in der Tradition der Kalligrafieschule von Bagdad und lehrte seine Kunst an der Universität Aix-en-Provence, danach am Institut national des langues et civilisations orientales (Inalco) in Paris, sowie an den Atéliers des Beaux-Arts de la Ville de Paris.

## Auszeichnungen und Ehrungen
- 2009: UNESCO-Scharjah-Preis für arabische Kultur

## Werke
(Auswahl)
- Ohne Titel. Schwarze Tusche auf Papier, 60 cm × 50 cm, British Museum – Brooke Sewell Permanent Fund, London 1990.

## Veröffentlichungen
- Calligraphie arabe. Initiation (= Caractères. 3). Éditions Fleurus, Paris 2001, ISBN 2-215-07065-X.
  - in polnischer Sprache: Kaligrafia arabska. Wydawnictwo RM, Warschau 2008, ISBN 978-83-7243-657-3.
- L’Écriture de l’écriture. Traité de calligraphie arabo-musulmane. Éditions Dervy, Paris 2002, ISBN 2-8445-4143-7.
- mit Joël-Claude Meffre: Une geste des signes. Éditions Fata Morgana, Saint-Clément-la-Rivière 2002, ISBN 2-85194-572-6.
- Diwan des lettres amoureuses. Éditions L’Archange Minotaure, Apt 2007, ISBN 978-2-914453-84-4.
- mit Giovanni Dottoli: Calligraphie de l’alphabet	(= Fogli di poesia. 2). Schena u. a., Fasano (Italien) u. a. 2009, ISBN 978-88-8229-828-9 (italienisch; Parallelausgabe).
- mit Giovanni Dottoli: Calligraphie de l’alphabet	(= Fogli di poesia. 2). Schena u. a., Fasano (Italien) u. a. 2009, ISBN 978-2-35755-027-8 (französisch; Parallelausgabe).